# Atractus pauciscutatus
Atractus pauciscutatus là một loài rắn trong họ Colubridae. Loài này được Schmidt & Walker mô tả khoa học đầu tiên năm 1943.